# Музеј Крупња
Музеј Крупња је задужбина свештеника протојереја-ставрофора Александра Ђурђева, као плод тридесетогодишњег етнографског и историјског истраживања.
Музеј је отворен у приземљу његовог породичног дома, са преко 3.000 експоната, који су само су део скупљеног материјала, добар део се налази у црквеном парку у Добром Потоку. 

## Музејски експонати
Музејски експонати, распоређени у неколико просторија, представљају прошлост, историју, културу и духовност Крупња и Рађевине, у време Рима, средњег века, па све до Великог рата и Другог светског рата.
Оригиналне народне ношње и грађанска одећа из Рађевине, које су идентичне и у суседном Јадру, Вуковом крају, археолошки налази, фотографије, употребни предмети, оружје и други експонати само су део поставке. Ту се налазе предмети везани за наше владаре, Обреновиће и Карађорђевиће, собе у којима су спавали кад су боравили у Крупњу, затим униформе српских војника, оригинални документи о разним догађајима и временима, али и предмети од оних који се тичу рада прве поште у крају, трговине, апотеке, до експлоатације руде, па до поставке кабинета председника Крупња са почетка 20. века и мале капеле са богослужбеним предметима из давних времена. 
Ту се налазе документи спаљеног Крупња из Другог светског рата, али и они који се односе на дуго занемаривани Равногорски покрет, као да, у почетку, нису били, као и у већини других крајева, заједно и четници и партизани.